# Laurence Olivier Awards 1981
Die 6. Laurence Olivier Awards 1981 wurden in London vergeben, damals noch unter der Bezeichnung Society of West End Theatre Awards. Ausgezeichnet wurden Produktionen der Theatersaison 1980/81.

## Hintergrund
Der Laurence Olivier Award (auch Olivier Award) ist ein seit 1976 jährlich vergebener britischer Theater- und Musicalpreis. Er gilt als höchste Auszeichnung im britischen Theater und ist vergleichbar mit dem Tony Award am amerikanischen Broadway. Verliehen wird die Auszeichnung von der Society of London Theatre. Ausgezeichnet werden herausragende Darsteller und Produktionen einer Theatersaison, die im Londoner West End zu sehen waren. Die Auszeichnungen hießen zunächst Society of West End Theatre Awards und wurden 1985 zu Ehren des renommierten britischen Schauspielers Laurence Olivier in Laurence Olivier Awards umbenannt. Die Nominierten und Gewinner der Laurence Olivier Awards „werden jedes Jahr von einer Gruppe angesehener Theaterfachleute, Theaterkoryphäen und Mitgliedern des Publikums ausgewählt, die wegen ihrer Leidenschaft für das Londoner Theater“ bekannt sind.

## Gewinner und Nominierte
| Bestes neues Theaterstück | Bestes neues Musical |
| --- | --- |
| - Children of a Lesser God von Mark Medoff – Albery Theatre - Passion Play von Peter Nichols – RSC im Aldwych Theatre - Translations von Brian Friel – National Theatre Lyttelton - Quartermaine’s Terms von Simon Gray – Queen’s Theatre                                                                                | - Cats – Gillian Lynne Theatre - Barnum – London Palladium - One Mo’ Time – Cambridge Theatre - The Best Little Whorehouse in Texas – Theatre Royal Drury Lane |
| Beste neue Comedy | |
| - Steaming von Nell Dunn – Comedy Theatre - Anyone for Denis von John Wells – Whitehall Theatre - Can’t Pay? Won’t Pay! von Dario Fo – Criterion Theatre - On the Razzle von Tom Stoppard – National Theatre Lyttelton                                                                                                   | |
| Darsteller des Jahres Theaterstück | Darstellerin des Jahres Theaterstück |
| - Trevor Eve als James Leeds in Children of a Lesser God – Albery Theatre - Edward Fox als St. John Quartermaine in Quartermaine’s Terms – Queen’s Theatre - James Grout als Henry Windscape in Quartermaine’s Terms – Queen’s Theatre - Karl Johnson in Television Times – RSC im Donmar Warehouse                      | - Elizabeth Quinn als Sarah Norman in Children of a Lesser God – Albery Theatre - Eileen Atkins als Nell in Passion Play – RSC im Aldwych Theatre - Janet Dale als May in The Accrington Pals – RSC im Donmar Warehouse - Maggie Smith als Virginia Woolf in Virginia – Theatre Royal Haymarket                                                   |
| Darsteller des Jahres Wiederaufnahme | Darstellerin des Jahres Wiederaufnahme |
| - Daniel Massey als Jack Tanner in Man and Superman – National Theatre Olivier - Warren Mitchell als Davies in The Caretaker – National Theatre Lyttelton - David Suchet als Shylock in The Merchant of Venice – RSC im Aldwych Theatre - John Wood als Sir John Brute in The Provoked Wife – National Theatre Lyttelton | - Margaret Tyzack als Martha in Who’s Afraid of Virginia Woolf – National Theatre Lyttelton - Sinéad Cusack als Evadne in The Maid’s Tragedy – RSC im Donmar Warehouse - Rosemary Harris als Kate Keller in All My Sons – Wyndham’s Theatre - Penelope Wilton als Ann Whitefield in Man and Superman – National Theatre Olivier                   |
| Bester Hauptdarsteller Musical | Beste Hauptdarstellerin Musical |
| - Michael Crawford als P. T. Barnum in Barnum – London Palladium - Brian Blessed als Old Deuteronomy in Cats – New London Theatre - Henderson Forsythe als Sheriff Ed Earl Dodd in The Best Little Whorehouse in Texas – Theatre Royal Drury Lane - Wayne Sleep als Mr. Mistoffolees in Cats – New London Theatre        | - Carlin Glynn als Mona Stangley in The Best Little Whorehouse in Texas – Theatre Royal Drury Lane - Petula Clark als Maria von Trapp in The Sound of Music – Apollo Victoria Theatre - Patricia Hodge als Nancy Mitford in The Mitford Girls – Globe Theatre - Sylvia Kumba Williams als Big Bertha Williams in One Mo’ Time – Cambridge Theatre |
| Beste Comedy-Darbietung | |
| - Rowan Atkinson als Himself in Rowan Atkinson in Revue – Globe Theatre - Georgina Hale als Josie in Steaming – Comedy Theatre - Donald Sinden als Garry Essendine in Present Laughter – Vaudeville Theatre - Angela Thorne als Margaret Thatcher in Anyone for Denis – Whitehall Theatre                                | |
| Bester Nebendarsteller Theaterstück | Beste Nebendarstellerin Theaterstück |
| - Joe Melia als Maurice in Good – RSC im Donmar Warehouse - Tony Church als Polonius in Hamlet – RSC im Aldwych Theatre - Norman Rodway als Seuman Shields in The Shadow of a Gunman – RSC im Donmar Warehouse - Tom Wilkinson als Horatio in Hamlet – RSC im Aldwych Theatre                                            | - Gwen Watford als Monica Reed in Present Laughter – Vaudeville Theatre - Brenda Bruce als Nurse in Romeo and Juliet – RSC im Aldwych Theatre - Sinéad Cusack als Celia in As You Like It – RSC im Aldwych Theatre - Gwen Taylor als Queen Gertrude in Hamlet – Ambassadors Theatre                                                               |
| Bester Newcomer Theaterstück | |
| - Alice Krige als Raina Petkoff in Arms and the Man – Lyric Theatre - Catherine Hall als Gemma in Naked Robots – RSC im Donmar Warehouse - Jeremy Nicholas in verschiedenen Rollen in Three Men in a Boat – Mayfair Theatre - Eric Peterson als Billy Bishop in Billy Bishop Goes to War – Comedy Theatre                | |
| Beste Regie | |
| - Peter Wood für On the Razzle – National Theatre Lyttelton - Donald McWhinnie für Translations – National Theatre Lyttelton - Trevor Nunn für Cats – New London Theatre - Harold Pinter für Quartermaine’s Terms – Queen’s Theatre                                                                                      | |
| Bestes Bühnenbild | |
| - Carl Toms für The Provoked Wife – National Theatre Lyttelton - Eileen Diss für Measure for Measure – National Theatre Lyttelton - John Napier für Cats – New London Theatre - Saul Radomsky für Tonight at 8.30 – Lyric Theatre                                                                                        | |
| Herausragende Leistung Musical | |
| - Gillian Lynne für die Choreografie von Cats – New London Theatre - Vernel Bagneris für Regie und Buch von One Mo’ Time – Cambridge Theatre - Inszenierung von Barnum – London Palladium - Für Stil und Design von The Mitford Girls – Globe Theatre                                                                    | |
| Herausragende Leistungen Ballett | Herausragende erstmalige Leistung Ballett |
| - Forgotten Land, Stuttgart Ballet – London Coliseum - Dances of Albion, The Royal Ballet – Royal Opera House - Death and the Maiden, London Contemporary Dance Theatre – Sadler’s Wells Theatre - Night Moves, The Royal Ballet – Sadler’s Wells Theatre                                                                | - Bryony Brind in Dances of Albion, The Royal Ballet – Royal Opera House - Stephen Beagley seine Arbeit in neuen Produktionen, The Royal Ballet – Royal Opera House - Michael Clark für seine Arbeit in neuen Produktionen, Ballet Rambert – Sadler’s Wells Theatre - Ashley Page in Isadora, The Royal Ballet – Royal Opera House                |
| Herausragende Leistungen Oper | Herausragende erstmalige Leistung Oper |
| - Les contes d’Hoffmann, The Royal Opera – Royal Opera House - Die Frau ohne Schatten, Welsh National Opera – Dominion Theatre - Lulu, The Royal Opera – Royal Opera House - Samson et Delilah, The Royal Opera – Royal Opera House                                                                                      | - Ann Mackay in The Gypsy Princess – Sadler’s Wells - Helen Field in The Cunning Little Vixen – Dominion Theatre - Claire Powell in Les contes d’Hoffmann, The Royal Opera – Royal Opera House - David Wilson-Johnson in The Lighthouse – Sadler’s Wells                                                                                          |

## Sonderpreise
| Kategorie                         | Preisträger      |
| --------------------------------- | ---------------- |
| Sonderpreis der Society of London | Ralph Richardson |

## Statistik

### Mehrfache Nominierungen
- 6 Nominierungen: Cats
- 3 Nominierungen: Barnum, Children of a Lesser God, Hamlet, One Mo’ Time und The Best Little Whorehouse in Texas
- 2 Nominierungen: Anyone for Denis, Dances of Albion, Les contes d’Hoffmann, Man and Superman, On the Razzle, Passion Play, Present Laughter, Quartermaine’s Terms, Steaming, The Mitford Girls, The Provoked Wife und Translations

### Mehrfache Gewinne
- 3 Gewinne: Children of a Lesser God
- 2 Gewinne: Cats